# Поколение 386
Поколение 386 (кор. 386 세대; sampallyuk sedae) — поколение жителей Южной Кореи, родившихся в 1960-х годах, которые были крайне активны политически в подростковом возрасте и сыграли важную роль в демократическом движении 1980-х годов (Minjung). Термин был придуман в начале 1990-х годов, в связи с тем, что в то время новейшие компьютеры оснащались процессором Intel 386, и подразумевая людей, которые тогда находились в возрасте около 30-ти, при этом посещавшие университет в 1980-е годы, и родившиеся в 1960-е годы. С течением времени, людям из поколения 386 перевалило за 40, поэтому также используется термин «Поколение 486».
Это было первое поколение южнокорейцев, выросших свободными от нищеты, поразившей Южную Корею в недавнем прошлом. Политические настроения, широко распространённые среди представителей поколения, были намного левее, чем у их родителей и их будущих детей. Они сыграли ключевую роль в акциях протеста за демократизацию (June Democracy Movement), которые вынудили Президента Чон Ду Хвана созвать демократические выборы в 1987 году, ознаменовав переход от военного правления к демократии.

Представители Поколения 386 сейчас составляют значительную часть элиты светского сообщества Южной Кореи. 8-й президент Республики Корея Ким Дэ Чжун извлёк значительную выгоду в связи с широко распространенной поддержкой выходцев из Поколения 386, но впоследствии его сменил на посту Но Му Хён, который является ярчайшим примером политика более левого толка из Поколения 386.